# Vara de Rey (kommunhuvudort)
Vara de Rey är en kommunhuvudort i Spanien.   Den ligger i provinsen Provincia de Cuenca och regionen Kastilien-La Mancha, i den centrala delen av landet, 160 km sydost om huvudstaden Madrid. Vara de Rey ligger 820 meter över havet och antalet invånare är 629.
Terrängen runt Vara de Rey är huvudsakligen platt, men österut är den kuperad. Runt Vara de Rey är det mycket glesbefolkat, med 5 invånare per kvadratkilometer. Närmaste större samhälle är San Clemente, 11,8 km väster om Vara de Rey. Trakten runt Vara de Rey består till största delen av jordbruksmark.